# Lars Schybergson
Lars Schybergson (Helsinki, 7 dicembre 1894 – Helsinki, 12 dicembre 1976) è stato un calciatore finlandese, di ruolo attaccante.

## Carriera

### Nazionale
Ha collezionato 2 presenze con la propria Nazionale.

#### Statistiche

##### Cronologia presenze e reti in Nazionale
| Cronologia completa delle presenze e delle reti in nazionale ― Finlandia | Cronologia completa delle presenze e delle reti in nazionale ― Finlandia | Cronologia completa delle presenze e delle reti in nazionale ― Finlandia | Cronologia completa delle presenze e delle reti in nazionale ― Finlandia | Cronologia completa delle presenze e delle reti in nazionale ― Finlandia | Cronologia completa delle presenze e delle reti in nazionale ― Finlandia | Cronologia completa delle presenze e delle reti in nazionale ― Finlandia | Cronologia completa delle presenze e delle reti in nazionale ― Finlandia |
| Data                                                                     | Città                                                                    | In casa                                                                  | Risultato                                                                | Ospiti                                                                   | Competizione                                                             | Reti                                                                     | Note                                                                     |
| ------------------------------------------------------------------------ | ------------------------------------------------------------------------ | ------------------------------------------------------------------------ | ------------------------------------------------------------------------ | ------------------------------------------------------------------------ | ------------------------------------------------------------------------ | ------------------------------------------------------------------------ | ------------------------------------------------------------------------ |
| 24-5-1914                                                                | Solna                                                                    | Svezia                                                                   | 4 – 3                                                                    | Finlandia                                                                | Amichevole                                                               | 2                                                                        |                                                                          |
| 29-5-1919                                                                | Stoccolma                                                                | Svezia                                                                   | 1 – 0                                                                    | Finlandia                                                                | Amichevole                                                               | -                                                                        |                                                                          |
| Totale                                                                   |                                                                          | Presenze                                                                 | 2                                                                        |                                                                          | Reti                                                                     | 2                                                                        |                                                                          |